# Armée d'Afrique (Espagne)
 (décembre 2022).
Si vous disposez d'ouvrages ou d'articles de référence ou si vous connaissez des sites web de qualité traitant du thème abordé ici, merci de compléter l'article en donnant les références utiles à sa vérifiabilité et en les liant à la section « Notes et références ».
Pour les articles homonymes, voir Armée d'Afrique.
L'armée espagnole d'Afrique (Ejército Español de África) est une branche de l'armée espagnole (Ejército español) qui stationna au Maroc, depuis la conquête au début du XXe siècle jusqu'à l'indépendance du pays en 1956.
Durant le XXe siècle, les possessions coloniales espagnoles en Afrique se composaient de :
- la Guinée équatoriale ;
- le Sahara espagnol ;
- le Maroc espagnol, c'est-à-dire le Protectorat, Ifni et Cabo Juby.

## Composition
Au total, l'armée d'Afrique comptait 30 000 soldats. Elle était l'unité la plus efficace et la plus professionnelle de l'armée espagnole, comparée aux 100 000 hommes de l'armée espagnole des années 1920 et 1930. L'armée d'Afrique était composée de tribus Rifaine commandées par le Maréchal Ameziane, ayant été combattues lors de la guerre du Rif(appelées regulares) et de la légion espagnole d'autre part.

### Regulares
Les Forces régulières indigènes (Fuerzas Regulares Indigenas en espagnol), couramment appelées les Regulares, étaient l'ensemble des troupes d'infanterie et de cavalerie de l'armée espagnole recrutées au Maroc espagnol. Elles étaient composées de volontaires marocains encadrés par des officiers espagnols.
Créées en 1911, elles jouèrent un rôle de premier plan lors de la guerre du Rif, contre les populations marocaines soulevées contre l'occupation espagnole et française, mais aussi dans la péninsule ibérique durant la guerre d'Espagne, où elles furent souvent considérées comme les troupes d'élite des forces nationalistes rebelles au gouvernement de la République. Réorganisées et réformées, elles sont encore actives sur le terrain, comme au Kosovo ou en Afghanistan.

### Légion espagnole
La légion espagnole (Legión Española), d'abord appelée « bataillon des étrangers » (Tercio de Extranjeros), fut créée par décret royal du 28 janvier 1920, à la suite des efforts du lieutenant-colonel d'infanterie José Millán-Astray, à la suite des résultats désastreux de l'armée dans les colonies nord-africaines. Millán-Astray en arriva à la conclusion que le pays avait besoin d'une unité de soldats professionnels, avec une certaine dignité morale et un esprit de corps, qui serait comparable à la Légion étrangère française.
Initialement, l'unité se composait d'un état-major de commandement et d'administration ainsi que de trois bataillons, disposant chacun d'un état-major, de deux compagnies de fusiliers et d'une de mitrailleuses. Francisco Franco, alors commandant, était le chef du premier bataillon (Primera bandera) et l'adjoint de Millán-Astray. Ensuite, l'unité fut dirigée par les lieutenants-colonels Valenzuela, Franco (1923-1935) et Juan Yagüe. La caserne du Roi, à Ceuta, fut la première garnison de la légion.
Le « bataillon des étrangers », prit ensuite le nom de « bataillon des Marocains » (Tercio de Marruecos), puis simplement de « bataillon » et enfin, à titre définitif, l'appellation de « légion » (Legión).

## Engagements

### Au Maroc espagnol (1910-1926)
Le Maroc fut la zone la plus difficile à contrôler pour l'Espagne. Les troupes espagnoles durent affronter, entre 1910 et 1926 la coûteuse guerre du Rif. En 1919 eut lieu une importante rébellion contre les colonisateurs espagnol et français, qui commença par la déroute espagnole à Annual. Les tribus du Rif furent finalement vaincues par les forces franco-espagnoles, après plusieurs années de lutte.
Cette guerre fut l'occasion pour plusieurs militaires de connaître une ascension foudroyante. Le plus parfait exemple en est Francisco Franco.

### Durant la Révolution asturienne (1934)
Pendant la révolution asturienne de 1934, l'armée d'Afrique fut envoyée afin de réprimer les émeutes d'ouvriers et de mineurs.

### Durant la Guerre d'Espagne

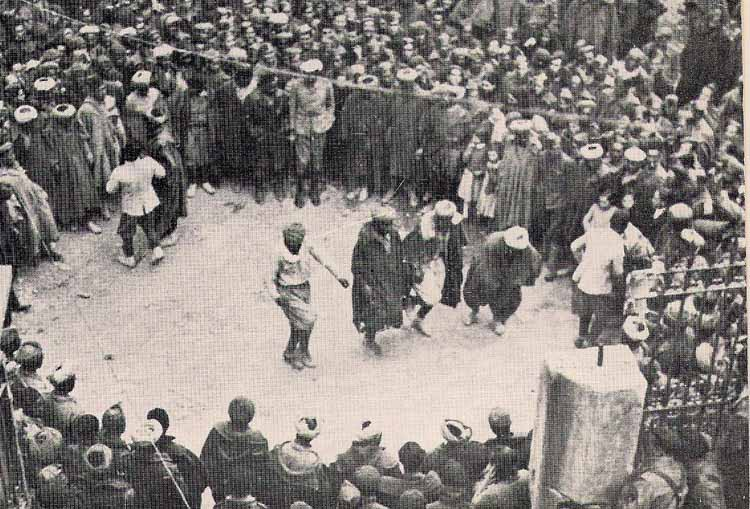
Soldats de l'armée d'Afrique à Rubielos de Mora, dans la province de Teruel (1938).

L'armée d'Afrique joua un rôle clef durant la guerre civile espagnole. Elle participa au soulèvement contre la Seconde République espagnole en juillet 1936. Le Maroc espagnol rejoignit le camp des militaires soulevés, sans que les autorités rebelles rencontrent quelque résistance. Le 18 juillet, le général Franco, arrivé des îles Canaries, prit le commandement suprême de l'armée d'Afrique.
La première difficulté fut de transporter l'armée d'Afrique vers la péninsule ibérique et donc de lui faire traverser le détroit de Gibraltar. En effet les équipages des navires de guerre espagnols, dont les officiers avaient rejoint le camp rebelle, restèrent fidèles au gouvernement de la république et risquaient de menacer les convois franquistes. Franco décida alors d'acheter 12 avions italiens et des Junkers allemands, payés par son ami le banquier Joan March, afin d'établir un pont aérien reliant le Maroc à Séville. Au mois d'août, il lança un convoi naval à partir de Ceuta, forçant ainsi le blocus établi par la République. Il fut servi d'ailleurs par la division de ses adversaires : désorganisée par les mutineries au sein des équipages, la flotte gouvernementale ne put arrêter le convoi de Franco. Il réussit ainsi à transporter 23 400 hommes.
Après avoir débarqué en Espagne, l'armée d'Afrique fut divisée en deux colonnes, l'une commandée par le général Juan Yagüe, l'autre par le colonel José Enrique Varela :
- Yagüe avança vers le nord et remonta rapidement vers Mérida, qu'il enleva le 10 août 1936, puis Badajoz (14 août 1936). Il obliqua alors vers Madrid, mais Franco lui ordonna alors d'abandonner la capitale espagnole et de secourir le général José Moscardó assiégé dans l'Alcázar de Tolède.
- Varela quant à lui se dirigea vers l'est. Il entra en Andalousie et s'empara des principales villes : Séville, Grenade et Cordoue.

Grâce à l'avancée de l'armée d'Afrique, c'est presque tout l'ouest de l'Espagne qui fut soumis aux nationalistes à la fin du mois de septembre 1936.
Au début de 1937, les forces de l'armée d'Afrique avaient crû jusqu'à 60 000 hommes. La légion et les regulares devinrent des unités d'élite dans les rangs de l'armée nationaliste. Elle fut impliquée dans la plupart des grands combats de l'armée nationaliste.

## Après l'indépendance du Maroc
La plus grande partie des regulares furent réaffectés dans l'armée royale (Ejército Real). Ils furent cependant maintenus dans les villes de Ceuta et Melilla, ainsi que les plus petites parcelles de territoires sous souveraineté espagnole.